# Guerra boja
La Guerra boja és el nom donat a una guerra que oposa entre 1485 i 1488 un partit principesc, feudal i aristòcrata, semblant a la Lliga del Bé Públic, a Anna de Beaujeu, regenta de França després de la mort de Lluís XI de França i esperant la majoria del jove rei Carles VIII de França. És a l'origen de la unió de Bretanya a França, que sobrevindrà mig segle més tard.
Del costat dels prínceps, es compten els ducs Renat II de Lorena, Francesc II de Bretanya, Lluís II d'Orleans - cosí del rei i futur Lluís XII de França - el príncep d'Aurenja (Orange), el comte i senyor d'Albret el comte d'Angulema. Odet d'Aydie, bastard d'Armanyac, comte de Comenge i governador de Guiena, i Comenge, sostingueren la revolta dels seus consells. Finalment, aquesta revolta contra la regenta va rebre el suport dels enemics estrangers del rei de França: Anglaterra, Catalunya-Aragó i Castella i Àustria-Borgonya.

## Nom i durada
L'expressió guerra boja per designar aquesta «empresa sense futur» de grans feudals contra el poder reial és deguda a l'historiador Paul Émile, en la seva Histoire des faicts, gestes et conquestes des roys de France, apareguda el 1581.
S'inscriu en una llarga continuació de conflictes entre la reialesa i els grans prínceps del regne en la segona meitat del segle XV: Lliga del Bé Públic, Pragueria. El 1484- 1485, el duc d'Orleans, sostingut pel duc de Bretanya i alguns altres prínceps, va intentar enderrocar a la regenta, Anna de Beaujeu. Sense combats, aquesta aconsegueix trencar aquesta revolta: el 2 de novembre de 1485, la pau de Bourges va suspendre les hostilitats. Aquí prengué fi, segons certs historiadors}, la primera fase de la guerra boja, que li assignen una segona fase, de juny de 1486 a novembre de 1488, de vegades dita guerra de Bretanya. Altres historiadors, principalment bretons, separen aquesta segona fase de la primera, per associar-la a la guerra franco-bretona (1489-1491), també anomenada als medis nacionalistes "guerra de fi de la independència de Bretanya".

## Complots i primer aixecament
Des del començament del regnat de Carles VIII de França, Lluís II d'Orléans va intentar apoderar-se de la regència, però va fracassar als Estats generals de Tours (15 de gener-11 de març de 1484). Des d'abril, Lluís d'Orleans va marxar a Bretanya per ajuntar-se amb el duc. Envia igualment una demanda d'anul·lació del seu matrimoni al papa, per tal de poder casar-se amb Anna de Bretanya. Informats, els Beaujeu el van fer anar a la consagració del rei a Reims (el 30 de maig). Hi mantingué el primer paper, però va signar el 23 de novembre un tractat amb el duc de Bretanya, que preveia el seu matrimoni amb Anna de Bretanya. Tornat a la cort, el duc d'Orleans intenta agafar al rei, però Anna de Beaujeu, previnguda, ho va impedir irrompent en força a la cambra reial: va arrestar a alguns senyors de la guàrdia reial, i va col·locar al duc d'Orleans en residència vigilada a Gien.
El 17 de gener de 1485 el duc va intenta aixecar París, però va fracassar. Aconseguí fugir el 3 de febrer cap a Alençon, i va fer multa honorable el 12 de març.  Tropes reials col·locades al voltant d'Évreux li impediren arribar a Bretanya, i es va tancar a Orleans. De manera simultània, la noblesa bretona es va aixecar, però fou portada l'ordre per les tropes reials.
El 30 d'agost, Lluís d'Orleans va llançar un manifest contra la regència. L'exèrcit reial avançava sobre Orléans, i Lluís es va escapar a Beaugency, d'on fou desallotjat pel jove Lluís II de La Trémoille el setembre. El 9 d'agost, Francesc II de Bretanya es va sumar a ell en una treva. Aquesta fou signada per a un any a la pau de Bourges, el 2 de novembre de 1485.

## Represa de les hostilitats

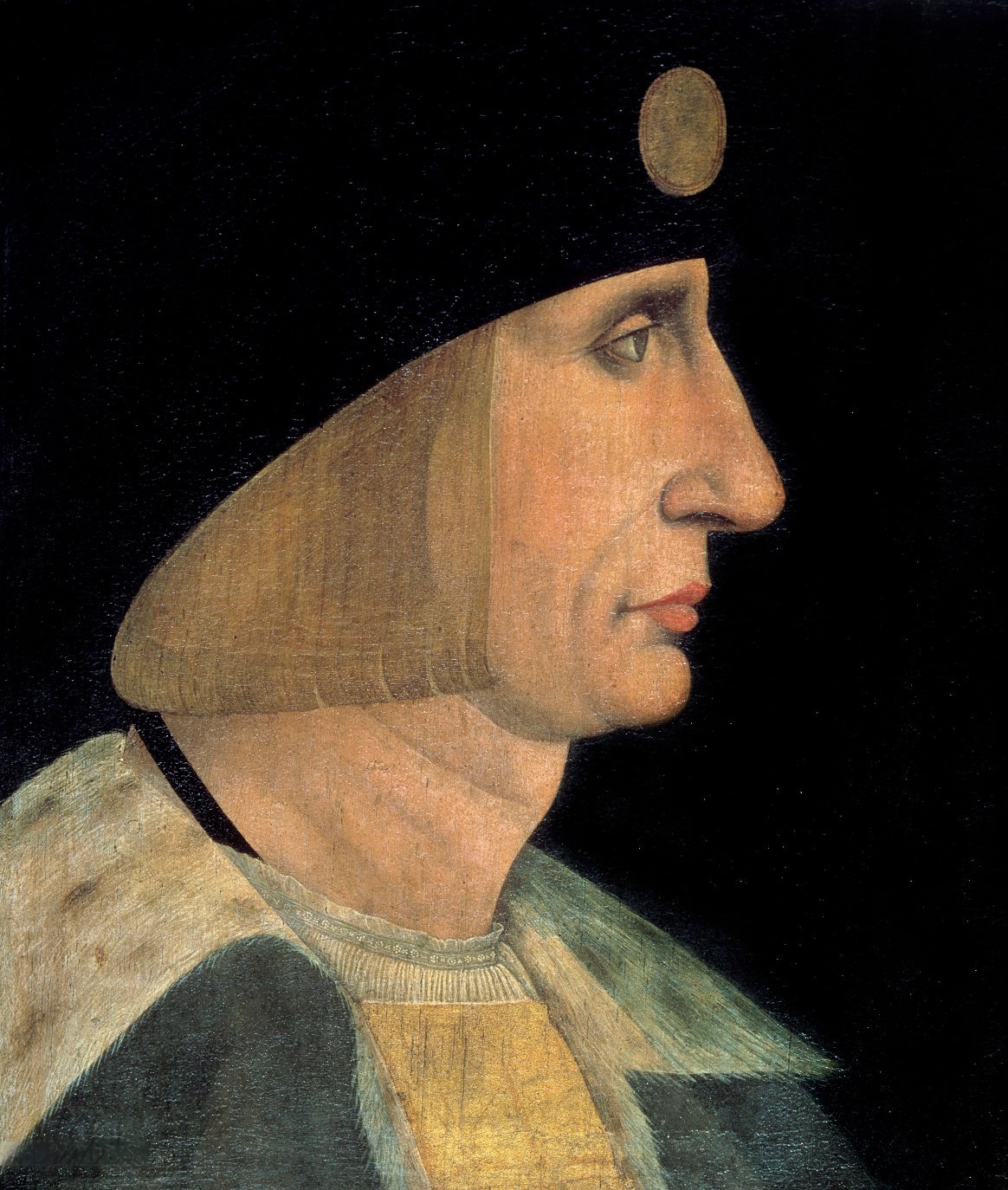
Lluís II d'Orleans

Des de la fi de la treva, els rebels reprengueren la seva revolta. Ja el juny de 1486, Maximilià d'Àustria havia envaït el nord de França, sent derrotat i rebutjat; el novembre, fou Francesc de Dunois qui es va apoderar del castell de Parthenay. L'11 de gener de 1487, Lluís d'Orleans va fugir del castell de Blois, i perseguit pels arquers reials, es va refugiar de nou a Bretanya. L'exèrcit reial va sortir de Tours al començament febrer i va començar la seva ofensiva al sud-oest. El 7 de març era a Bordeus, i Odet d'Aydie (Lescun) governador de Guiena, fou destituït i reemplaçat per Pere de Beaujeu. L'exèrcit reial se'n va anar de Bordeus el dia 15, per prendre Parthenay el dia 30, i Dunois va aconseguir unir-se a Lluís d'Orleans a Nantes. L'exèrcit reial va pujar llavors cap a Bretanya. Al tractat de Châteaubriant, la noblesa bretona passa un acord amb el rei: el duc no seria amenaçat per l'exèrcit reial, que se'n aniria de Bretanya després que els dos prínceps francesos rebels siguessin capturats. Al nord, el mariscal Philippe de Crèvecœur d'Esquerdes (o Des Querdes) va aturar brillantment, i després rebutjar, a Maximilià d'Àustria, escollit rei dels Romans poc temps abans. Al sud, el senyor de Candale va derrotar a Alan d'Albret a la batalla de Nontron: aquest volia reunir-se amb els rebels del nord, però fou forçat a lliurar ostatges. A Bretanya, els rebels al duc i aliats del partit reial dirigits pel vescomte de Rohan tenien el nord del ducat, i prengueren Ploërmel.
Al final del mes de maig de 1487, les tropes franceses, prop de 15.000 homes entraren a Bretanya. L'exèrcit del duc de Bretanya es va concentrar cap a Malestroit. Comptava 600 llances i prop de 16.000 homes a peu, dels quals molts pagesos. Llavors l'avanç de les tropes franceses fou fulgurant: Ancenis, Châteaubriant, La Guerche i Redon es van rendir. Plöermel va intentar resistir, però va caure després de 3 dies de canonada i fou presa l'1 de juny. Per aquestes males notícies, i les divergències polítiques entre els nobles bretons, l'exèrcit ducal es va desmembrar. No quedaven més que 4.000 homes Incapaços de socórrer Plöermel. Francesc II va fugir a Vannes, i d'allí es va escapar per arribar a Nantes, abans que Vannes fos igualment ocupada.
A Nantes, es va organitzar la defensa mentre que el 19 de juny les tropes franceses posaren setge a la ciutat. Aquest s'eternitza davant l'eficaç defensa bretona, i la fidelitat dels habitants, ajudats de mercenaris estrangers, que rep el suport decisiu de cornuallesos i de leonards que desembarcaren, va trencar l'encerclament. Les tropes franceses davant el fracàs aixecaren el setge el 6 d'agost. Tanmateix, el rei de França aconseguí fer-se lliurar Vitré l'1 de setembre, mentre que l'exèrcit francès prenia Saint-Aubin-du-Cormier el dia 10, i després Dol-de-Bretagne. Al començament de l'any 1488, la majoria de les places bretones havien estat represes per l'exèrcit ducal. Únicament Clisson, La Guerche, Dol, Saint-Aubin-du-Cormier i Vitré quedaven a les mans dels francesos.
El 20 de gener de 1488, els ducs d'Orleans i de Bretanya foren declarats rebels pel Parlament de París: ells i els seus còmplices ja no eren considerats com vassalls rebels, sinó com subjectes culpables de lesa-majestat. A la primavera, el duc d'Orleans reprengué per al seu aliat Vannes, Auray i Ploërmel. El vescomte de Rohan fou forçat a capitular.
El 24 d'abril següent, es va emetre una orde de confiscació contra tots els béns de Lluís d'Orleans. Alan d'Albret, pel tractat de València va obtenir un subsidi dels Reis Catòlics, a canvi de reforçar el seu protectorat sobre el Regne de Navarra, i va arribar a Bretanya amb 5.000 homes. Maximilià d'Àustria li va enviar també 1.500 homes. Mentre La Trémoille va reunir les seves forces a les fronteres del ducat, Lord Scales va desembarcar amb 700 arquers anglesos, tots voluntaris. Però mentre que el rei dels Romans estava ocupat per una rebel·lió a Flandes, sostinguda pel mariscal d'Esquerdes, els suports del duc de Bretanya discutien per la mà d'Anna de Bretanya: Lluís d'Orleans, Alan d'Albret i Maximilià d'Àustria eren tots candidats.

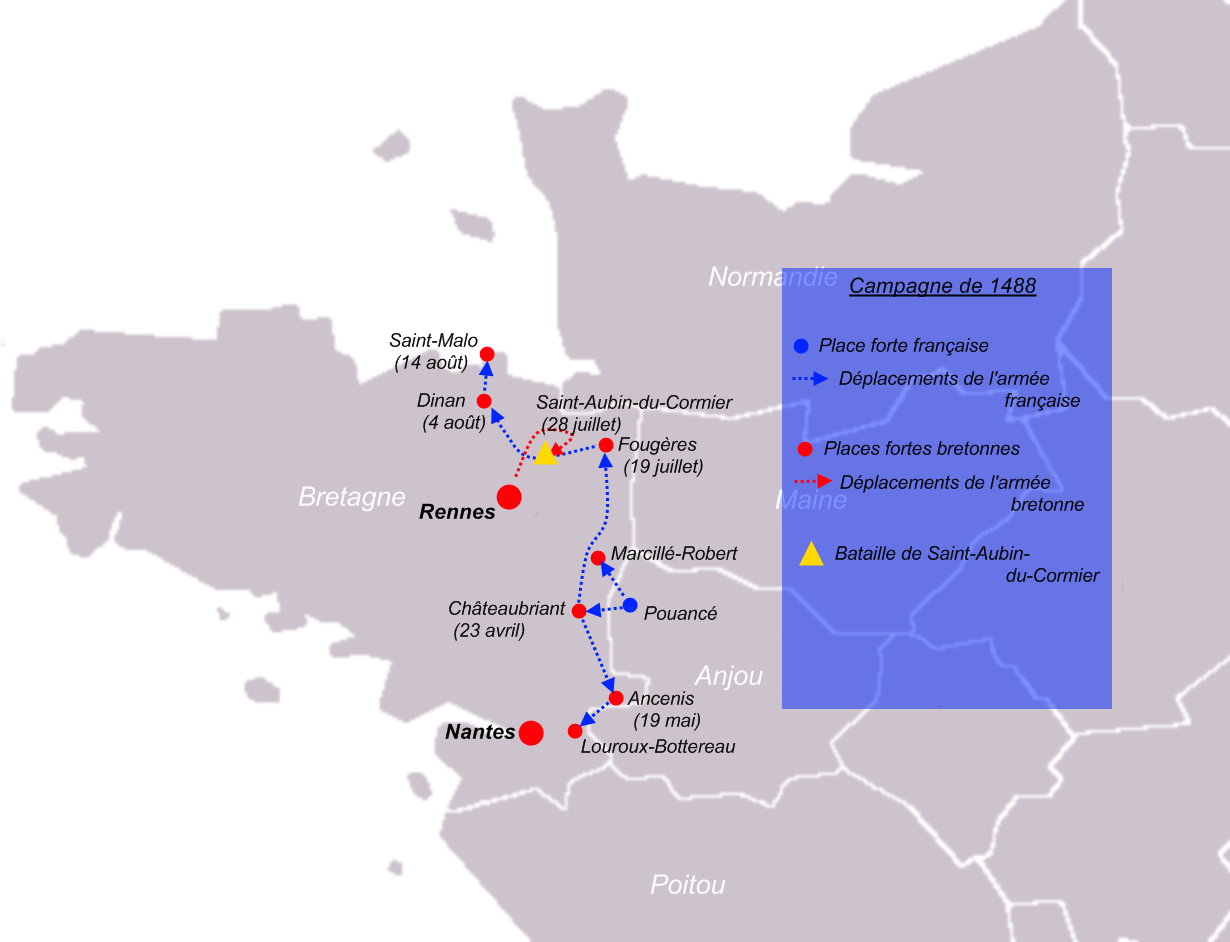
Mapa de la campanya de 1488.

La guerra reprengué a final de març de 1488. Reunits a Pouancé, La Trémoille i l'exèrcit reial, fort de 15.000 homes, prengué fàcilment Marcillé-Robert el 28 de març. El 7 d'abril, Francesc II va ordenar la concentració de les tropes bretones a Rennes. El 15 d'abril, l'exèrcit reial va posar setge a Châteaubriant, que va caure 8 dies més tard. La Trémoille es va dirigir llavors cap a Ancenis on va posar setge la nit del 12 al 13. La ciutat va caure el 19 de maig davant l'artilleria francesa. Mentre que començaven les negociacions amb el duc de Bretanya que intentava obtenir una treva, La Trémoille va anar a Louroux-Bottereau, que va caure fàcilment.
L'1 de juny, fou decidida una treva pel temps de les converses. Aquesta va resultar profitosa pels francesos, dels quals les tropes continuaren estant mobilitzades al llarg de la frontera, mentre que els nobles i camperols bretons es van recollir cap a casa seva. La Trémoille anticipa la fi de la treva, i des del 17 de juny, posa el seu exèrcit en marxa cap al seu proxim objectiu, Fougères. La ruptura de les converses el 9 de juliol precipita la derrota, mentre que l'exèrcit bretó s'havia de reconstruir, l'ost reial va posar setge a Fougères als voltants del dia 12. La ciutat passava per ser una de les més ben defensades, guardada per de dos a tres mil homes. Cap a mitjan juliol, l'exèrcit bretó fou finalment reunit, però era massa tard per venir en ajuda de Fougères, qui va haver de capitular el 19 de maig, després d'una setmana de setge, sota els cops de la poderosa artilleria francesa.
L'exèrcit francès es va dirigir llavors cap a Dinan, mentre que l'exèrcit bretó de Jean IV de Rieux, que s'havia posat en marxa en l'esperança d'ajudar Fougères, va vacil·lar a lliurar una batalla campal. Fou finalment el cas el 28 de juliol, a Saint-Aubin-du-Cormier. La batalla que va seguir toca el toc de morts de les tropes bretones i dels seus aliats: cinc a sis mil bretons perderen la vida, contra 1.500 francesos · . En resposta a aquesta derrota, Dinan va capitular al començament d'agost, però Rennes va decidir resistir. La Trémoille, volent evitar un setge llarg i incert com el darrer setge de Nantes, va preferir vorejar Rennes, i presentar-se a Saint-Malo que va preferir capitular el 14 d'agost.
El 20 d'agost, la pau fou decidida a l'Anjou. El tractat de Verger va fer comprometre a Bretanya sobre diversos punts, sobretot la promesa del duc de no casar les seves filles sense el consentiment del rei de França.
El duc de Bretagne Francesc II va morir el 9 de 9 de setembre i Anna de Bretanya fou proclamada duquessa el gener de l'any següent. Una amnistia fou llavors concedida a Lescun, Dunois, i la majoria dels vençuts. Lluís d'Orléans fou tancat a una fortalesa, però després graciat per Carles VIII a la seva majoria, tres anys més tard.